# Genootschap Kunstoefening
Het Genootschap Kunstoefening, ook wel de Academie Kunstoefening, was een teken- en bouwschool in de Nederlandse stad Arnhem en is een voorloper van de ArtEZ Academie voor beeldende kunsten Arnhem. 
Het genootschap werd in 1802 opgericht en gehuisvest in het St. Catharina Gasthuis. Onder anderen admiraal Jan Hendrik van Kinsbergen, die erelid en beschermheer van het Genootschap was,  en de koningen Lodewijk Napoleon en Willem I steunden de academie, daardoor kwam er voldoende geld beschikbaar om een eigen pand te laten bouwen. Gebouw de Kunstoefening, genoemd naar het genootschap en gevestigd aan het Gele Rijders Plein, werd in 1846 het nieuwe onderkomen. Begin 20e eeuw verhuisde het genootschap naar een gebouw aan de Coehoornstraat. Diverse bekende kunstenaars werden er opgeleid of gaven les.

## Bekende personen
- Hendrik Jan van Amerom, docent en directeur
- Kees Bastiaans, leerling
- Leo Braat, leerling
- Eline Cremers, leerling
- Frans Coppelmans, leerling
- Carla Daalderop-Bruggeman, leerling
- Albert Diekerhof, leerling
- Rein Draijer, leerling
- John Grosman, leerling
- Klaas Gubbels, leerling
- Charles Hammes, leerling
- Joop Hekman, leerling
- Barend Leonardus Hendriks, leerling en docent
- Gijs Jacobs van den Hof, docent
- Theo van der Horst, leerling
- Riemko Holtrop, leerling
- Adriana van Houweninge, leerling
- Rely Jorritsma, leerling

- Gijsbert Buitendijk Kuyk, leerling
- Piet Landkroon, docent
- Gerard van Lerven, docent en directeur
- Piet te Lintum, leerling
- Johan Mekkink, leerling
- Riet Neerincx, leerling
- Jo Pessink, leerling
- Henk Peeters, docent
- Emile Puettmann, leerling
- Herman van Remmen, leerling
- Zeger Reyers, leerling
- Jan Schoenaker, leerling
- Antonie Sminck Pitloo, leerling
- Hendrik Valk, docent
- Johan van Zweden, leerling